# Großrudestedt
Großrudestedt település Németországban, azon belül Türingiában. Lakosainak száma 1943 fő (2023. december 31.). Großrudestedt Udestedt, Alperstedt, Eckstedt, Schloßvippach, Sömmerda, Werningshausen és Haßleben községekkel határos.

## Népesség
A település népességének változása:
| Lakosok száma | 1941 | 1850 | 1855 | 1833 | 1895 | 1943 |
|               | 2010 | 2017 | 2019 | 2021 | 2022 | 2023 |